# Palparellus ovampoanus
Palparellus ovampoanus är en insektsart som först beskrevs av Louis Albert Péringuey 1910.  Palparellus ovampoanus ingår i släktet Palparellus och familjen myrlejonsländor. Inga underarter finns listade i Catalogue of Life.